# Narraga halesaria
Narraga halesaria är en fjärilsart som beskrevs av Philipp Christoph Zeller 1872. Narraga halesaria ingår i släktet Narraga och familjen mätare. Inga underarter finns listade i Catalogue of Life.